# Circuit Zandvoort
Circuit Zandvoort (bis 2017 Circuit Park Zandvoort) ist eine direkt an der Nordsee gelegene Motorsport-Rennstrecke nahe dem niederländischen Ort Zandvoort (sprich: Sandvoort). Sie wurde 1948 zum großen Teil von Johannes „Hans“ Hugenholtz (auch bekannt als John Hugenholtz), dem Vater des Spyker-Cars-Vorstandsvorsitzenden Hans Hugenholtz jun., entworfen.

## Geschichte

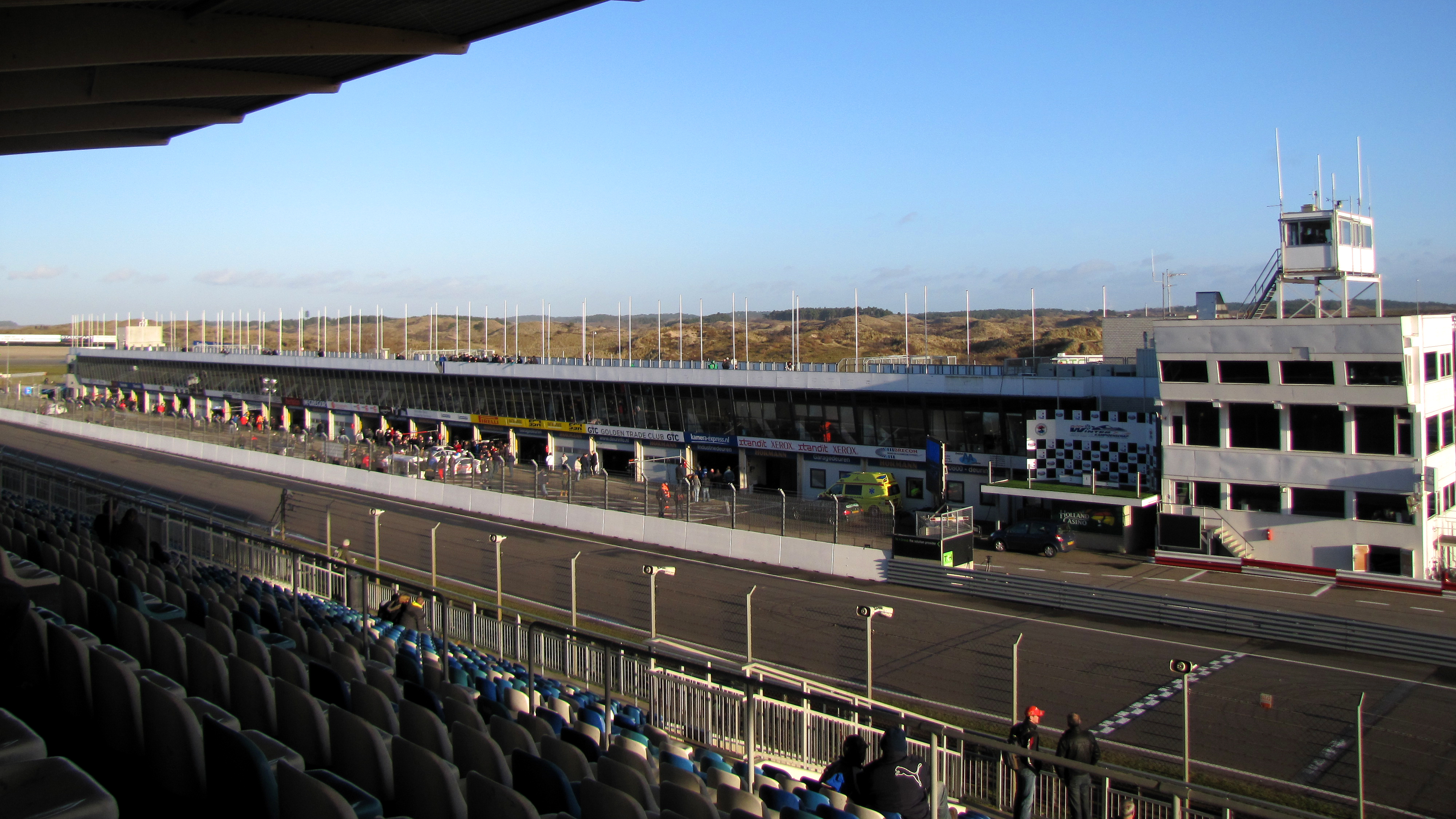
Fahrerlager

Auf der ursprünglich knapp 4,2 km langen Rennstrecke gastierte die Formel 1 zwischen 1952 und 1985 mit einigen Unterbrechungen insgesamt 30-mal mit offiziellen WM-Rennen unter dem Namen Großer Preis der Niederlande. 1959 wurden auf dem Kurs die Straßen-Weltmeisterschaften ausgetragen. Die Strecke windet sich durch die Dünenlandschaft im Norden von Zandvoort. Der ursprüngliche Streckencharakter bestand hauptsächlich aus schnellen Kurven und einer Haarnadelkurve nach Start und Ziel. Der Film Grand Prix zeigt eine zusammenhängende Runde aus der Fahrerperspektive, 1966 aufgenommen. Da die Strecke nach 1971 nicht mehr den Sicherheitsstandards entsprach – bereits beim GP des 21. Juni 1970 war hier der F1-Rennfahrer Piers Courage verunglückt und in seinem Wagen verbrannt – wurde sie umgebaut und erst 1973 wieder in den Formel-1-Terminkalender aufgenommen. Man hatte zwar eine neue Schikane mit dem Namen Panorama hinzugefügt, doch trotz der neuen Standards starb beim GP am 29. Juli 1973 der britische Fahrer Roger Williamson, auch er verbrannte in seinem F1-Boliden. 1979 fügte man eine weitere Schikane hinzu. Am 20. Juli 1980 verunglückte der deutsche Formel-2-Rennfahrer Hans-Georg Bürger bei einem Lauf zur Formel-2-EM tödlich. Nach 1985 gastierte die Formel 1 nicht mehr in Zandvoort. 1998 wurde der Kurs das letzte Mal umgebaut und auf seine heutige Länge von 4,26 km erweitert. Dabei wurden neue Streckenteile im Osten erschlossen und alte Teile im Süden aufgegeben. Die Strecke wird immer noch für verschiedene Rennveranstaltungen wie die DTM, die Tourenwagen-Weltmeisterschaft (WTCC), die A1-GP-Serie und nationale Rennen genutzt.
Von 2001 bis 2018 gehörte die Rennstrecke ununterbrochen zum DTM-Kalender, bis der TT Circuit Assen dieses Event 2019 übernahm.
Im Mai 2019 wurde bekanntgegeben, dass die Formel 1 ab 2020 nach einer 35-jährigen Unterbrechung nach Zandvoort zurückkehren wird. Der Vertrag ist zunächst bis 2023 datiert. Für die Formel-1-Rückkehr waren jedoch mehrere umfangreiche Änderungen sowohl im Streckenlayout, als auch in der allgemeinen Infrastruktur notwendig. So wurde die Start-Ziel-Linie leicht nach vorne verschoben, der Ausgang der Gerlachkurve aus Sicherheitsgründen geweitet und die Hans-Ernst-Kurve (Audi S) leicht geöffnet, um die Schikane fließender zu gestalten. Die Strecke erhielt zudem Formel 1 taugliche Fangzäune, eine veränderte Boxengassen-Ausfahrt und eine verlängerte Haupttribüne entlang der langen Gerade. Zandvoort baute auch eine neue Zufahrtsstraße, zwei Unterführungen ließen sie errichten und naturgeschützte Tiere umsiedeln.
Darüber hinaus entstand ein für aktuelle Formel-1-Strecken untypisches Fahrelement. Sowohl die Hugenholtzkurve als auch die Arie Luyendijkkurve wurden zu konkaven Steilkurven umgebaut. Die Kurve drei erhielt somit eine Neigung zwischen 8 und 18 Prozent und die letzte Kurve eine noch stärkere Überhöhung von 32 Prozent (18 Grad). Damit wird die Arie Luyendijkkurve steiler als die Kurven auf dem Indianapolis Motor Speedway. Diese Änderungen sollen das Überholen erleichtern, indem zum Beispiel bereits in der letzten Kurve mit DRS gefahren und so einfacher vor der Tarzankurve überholt werden kann.
Charakteristisch ist die „Achterbahnfahrt“, da es stetig über Hügel, aber auch tückische Kuppen und Bodenwellen geht. Ebenfalls ist der ständig vorhandene Dünensand, der vom Küstenwind auf und über die Fahrbahn geweht wird, eine Herausforderung.
Aufgrund der COVID-19-Pandemie verschoben die Streckenbetreiber, in Absprache mit der Formel-1-Administration, die Rückkehr auf das Jahr 2021. Da die Strecke durch ein Naturschutzgebiet führt, bleibt die Durchführung des Rennens umstritten, jedoch wurden Klagen von Umweltschützern gerichtlich zurückgewiesen und das öffentliche Interesse an der Durchführung des Formel-1-Grand-Prix in Zandvoort bestätigt.
Beim Großen Preis der Niederlande 2022 testet die FIA, bzw. die Formel 1 erstmals ein sogenanntes „Unechtes Kiesbett“ und will so das Abkürzen unattraktiv machen und gleichzeitig losen Kies auf der Fahrbahn reduzieren.

### Streckenführungen

1948–1972: Ursprüngliche Streckenführung
1973–1979: Mit neuer Panoramakurve
1980–1988: Mit zusätzlicher Bremsschikane
1989–1998: Die verkürzte Strecke
Seit 1999: Die aktuelle Streckenführung
Vergleich der Streckenführung von 1999 mit 1980

### Verlegung der Rennstrecke

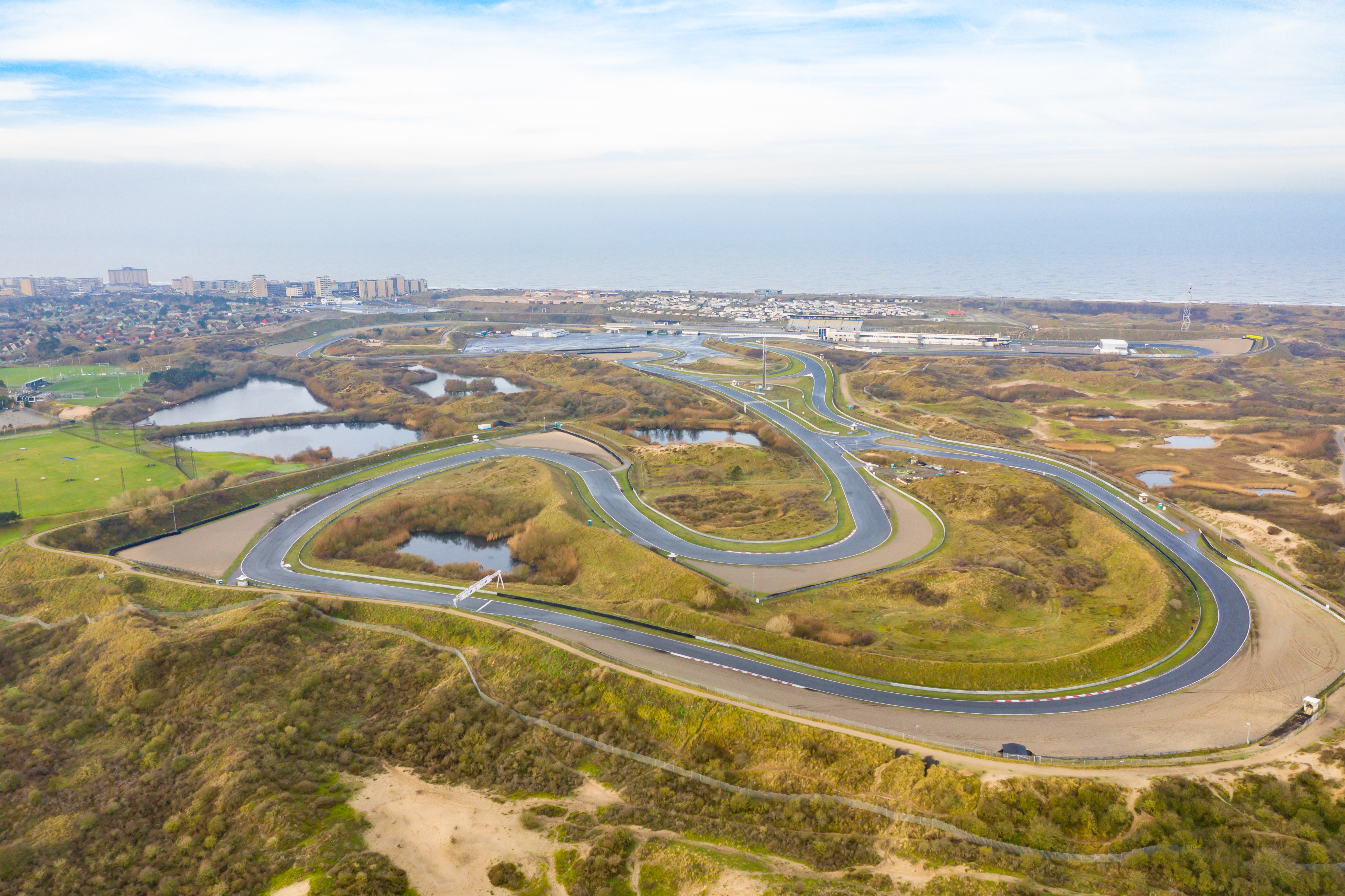
Circuit Park Zandvoort (2018)

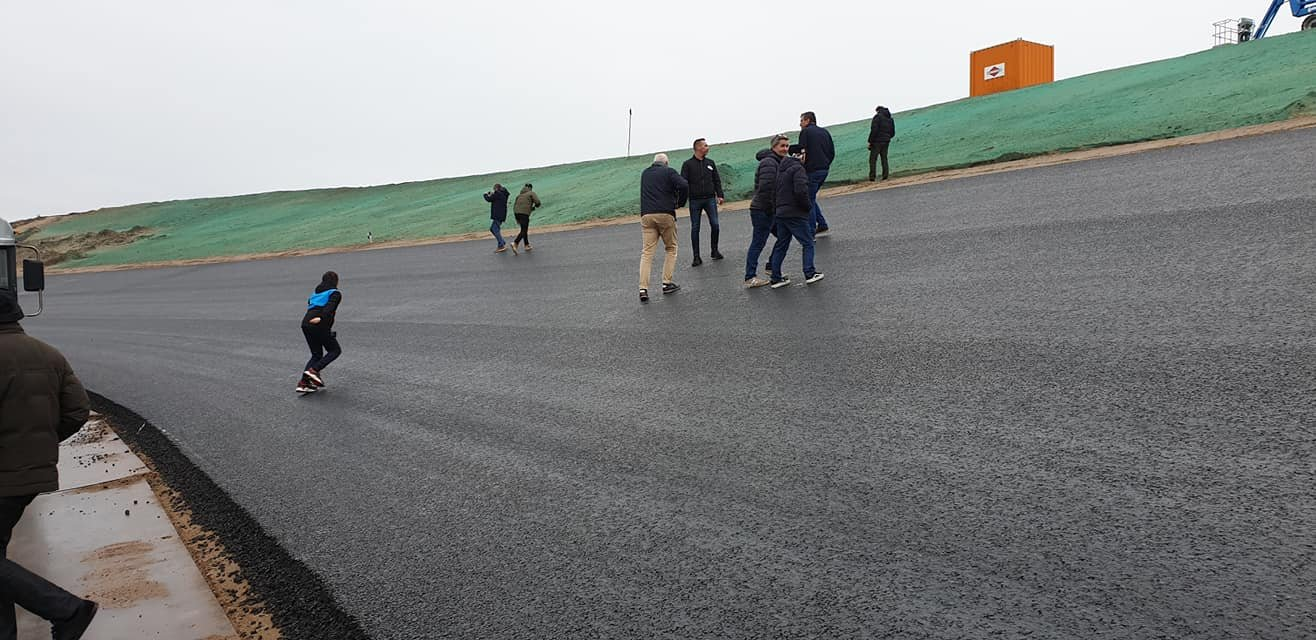
Arie Luyendijkkurve während der Umbaumaßnahme

Seit einigen Jahren beschweren sich immer mehr Anwohner über den Lärm, der durch die verschiedenen Rennen erzeugt wird. Deshalb dürfen nur an einer limitierten Anzahl von Wochenenden Rennen ausgetragen werden. Dies war auch der Grund, warum das traditionelle Formel-3-Masters 2007 nach Zolder verlegt wurde. In den vergangenen Jahren gab es immer wieder Bestrebungen, die Strecke zu verlegen. 2008 sollte ein neuer Versuch unternommen werden. Durch den Neubau sollen die höchsten FIA-Sicherheitsregelungen erreicht werden. Fans und Verantwortliche befürchten jedoch, dass dadurch der Kurs an der Nordseeküste seinen Charakter verlieren könnte. Außerdem würde durch das Verlegen des Circuit Park Zandvoort eine der wichtigsten Einnahmequellen der Stadt verloren gehen.

## Statistik
| Nr. | Jahr | Fahrer             | Konstrukteur | Motor         | Reifen | Zeit          | Streckenlänge | Runden | Ø-Tempo      | Datum        | GP der      |
| --- | ---- | ------------------ | ------------ | ------------- | ------ | ------------- | ------------- | ------ | ------------ | ------------ | ----------- |
| 1   | 1952 | Alberto Ascari     | Ferrari      | Ferrari       | P      | 2:53:28,500 h | 4,193 km      | 90     | 130,521 km/h | 17. August   | Niederlande |
| 2   | 1953 | Alberto Ascari     | Ferrari      | Ferrari       | P      | 2:53:35,800 h | 4,193 km      | 90     | 130,430 km/h | 7. Juni      | Niederlande |
|     |      |                    |              |               |        |               |               |        |              |              | Niederlande |
| 3   | 1955 | Juan Manuel Fangio | Mercedes     | Mercedes      | C      | 2:54:23,800 h | 4,193 km      | 100    | 144,257 km/h | 19. Juni     | Niederlande |
|     |      |                    |              |               |        |               |               |        |              |              | Niederlande |
| 4   | 1958 | Stirling Moss      | Vanwall      | Vanwall       | D      | 2:04:49,200 h | 4,193 km      | 75     | 151,166 km/h | 26. Mai      | Niederlande |
| 5   | 1959 | Joakim Bonnier     | B.R.M.       | B.R.M.        | D      | 2:05:26,800 h | 4,193 km      | 75     | 150,411 km/h | 31. Mai      | Niederlande |
| 6   | 1960 | Jack Brabham       | Cooper       | Climax        | D      | 2:01:47,200 h | 4,193 km      | 75     | 154,931 km/h | 6. Juni      | Niederlande |
| 7   | 1961 | Wolfgang von Trips | Ferrari      | Ferrari       | D      | 2:01:52,100 h | 4,193 km      | 75     | 154,827 km/h | 22. Mai      | Niederlande |
| 8   | 1962 | Graham Hill        | B.R.M.       | B.R.M.        | D      | 2:11:02,100 h | 4,193 km      | 80     | 153,596 km/h | 20. Mai      | Niederlande |
| 9   | 1963 | Jim Clark          | Lotus        | Climax        | D      | 2:08:13,700 h | 4,193 km      | 80     | 156,958 km/h | 23. Juni     | Niederlande |
| 10  | 1964 | Jim Clark          | Lotus        | Climax        | D      | 2:07:35,400 h | 4,193 km      | 80     | 157,743 km/h | 24. Mai      | Niederlande |
| 11  | 1965 | Jim Clark          | Lotus        | Climax        | D      | 2:03:59,100 h | 4,193 km      | 80     | 162,329 km/h | 18. Juli     | Niederlande |
| 12  | 1966 | Jack Brabham       | Brabham      | Repco         | G      | 2:20:32,500 h | 4,193 km      | 90     | 161,107 km/h | 24. Juli     | Niederlande |
| 13  | 1967 | Jim Clark          | Lotus        | Ford          | F      | 2:14:45,100 h | 4,193 km      | 90     | 168,029 km/h | 4. Juni      | Niederlande |
| 14  | 1968 | Jackie Stewart     | Matra        | Ford          | D      | 2:46:11,260 h | 4,193 km      | 90     | 136,245 km/h | 23. Juni     | Niederlande |
| 15  | 1969 | Jackie Stewart     | Matra        | Ford          | D      | 2:06:42,080 h | 4,193 km      | 90     | 178,705 km/h | 22. Juni     | Niederlande |
| 16  | 1970 | Jochen Rindt       | Lotus        | Ford          | F      | 1:50:43,410 h | 4,193 km      | 80     | 181,772 km/h | 21. Juni     | Niederlande |
| 17  | 1971 | Jacky Ickx         | Ferrari      | Ferrari       | F      | 1:56:20,090 h | 4,193 km      | 70     | 151,379 km/h | 20. Juni     | Niederlande |
|     |      |                    |              |               |        |               |               |        |              |              | Niederlande |
| 18  | 1973 | Jackie Stewart     | Tyrrell      | Ford          | G      | 1:39:12,450 h | 4,226 km      | 72     | 185,264 km/h | 29. Juli     | Niederlande |
| 19  | 1974 | Niki Lauda         | Ferrari      | Ferrari       | G      | 1:43:00,350 h | 4,226 km      | 75     | 184,621 km/h | 23. Juli     | Niederlande |
| 20  | 1975 | James Hunt         | Hesketh      | Ford          | G      | 1:46:57,400 h | 4,226 km      | 75     | 177,801 km/h | 22. Juli     | Niederlande |
| 21  | 1976 | James Hunt         | McLaren      | Ford          | G      | 1:44:52,090 h | 4,226 km      | 75     | 181,342 km/h | 29. August   | Niederlande |
| 22  | 1977 | Niki Lauda         | Ferrari      | Ferrari       | G      | 1:41:45,930 h | 4,226 km      | 75     | 186,871 km/h | 28. August   | Niederlande |
| 23  | 1978 | Mario Andretti     | Lotus        | Ford          | G      | 1:41:04,230 h | 4,226 km      | 75     | 188,156 km/h | 27. August   | Niederlande |
| 24  | 1979 | Alan Jones         | Williams     | Ford          | G      | 1:41:19,775 h | 4,226 km      | 75     | 187,675 km/h | 26. August   | Niederlande |
| 25  | 1980 | Nelson Piquet      | Brabham      | Ford          | G      | 1:38:13,830 h | 4,252 km      | 72     | 186,995 km/h | 31. August   | Niederlande |
| 26  | 1981 | Alain Prost        | Renault      | Renault       | M      | 1:40:22,430 h | 4,252 km      | 72     | 183,002 km/h | 30. August   | Niederlande |
| 27  | 1982 | Didier Pironi      | Ferrari      | Ferrari       | G      | 1:38:03,254 h | 4,252 km      | 72     | 187,331 km/h | 3. Juli      | Niederlande |
| 28  | 1983 | René Arnoux        | Ferrari      | Ferrari       | G      | 1:38:41,950 h | 4,252 km      | 72     | 186,107 km/h | 28. August   | Niederlande |
| 29  | 1984 | Alain Prost        | McLaren      | Porsche (TAG) | M      | 1:37:21,468 h | 4,252 km      | 71     | 186,051 km/h | 26. August   | Niederlande |
| 30  | 1985 | Niki Lauda         | McLaren      | Porsche (TAG) | G      | 1:32:29,263 h | 4,252 km      | 70     | 193,089 km/h | 25. August   | Niederlande |
|     |      |                    |              |               |        |               |               |        |              |              | Niederlande |
| 31  | 2021 | Max Verstappen     | Red Bull     | Honda         | P      | 1:30:05,395 h | 4,259 km      | 72     | 204,228 km/h | 4. September | Niederlande |
| 32  | 2022 | Max Verstappen     | Red Bull     | RBPT          | P      | 1:36:42,773 h | 4,259 km      | 72     | 190,204 km/h | 5. September | Niederlande |
| 33  | 2023 | Max Verstappen     | Red Bull     | Honda RBPT    | P      | 2:24:04,411 h | 4,259 km      | 72     | 127,679 km/h | 27. August   | Niederlande |
| 34  | 2024 | Lando Norris       | McLaren      | Mercedes      | P      | 1:30:45,519 h | 4,259 km      | 72     | 202,723 km/h | 25. August   | Niederlande |

Rekordsieger
Fahrer: Jim Clark (4), Niki Lauda / Jackie Stewart / Max Verstappen (je 3)
Fahrernationen: Großbritannien (12), Frankreich / Österreich (je 4)
Konstrukteure: Ferrari (8), Lotus (6), McLaren (4)
Motorenhersteller: Ford (10), Ferrari (8), Climax (4)
Reifenhersteller: Goodyear (12), Dunlop (10), Pirelli (6)